# Kanton Laissac
Laissac is een voormalig kanton van het Franse departement Aveyron. Het kanton is op 22 maart 2015 opgeheven bij toepassing van het decreet van 21 februari 2014. De gemeenten werden opgenomen in het op die dag gevormde kanton Lot et Palanges. Het kanton maakte deel uit van het arrondissement Rodez.

## Gemeenten
Het kanton Laissac omvatte de volgende gemeenten:
- Bertholène
- Coussergues
- Cruéjouls
- Gaillac-d'Aveyron
- Laissac (hoofdplaats)
- Palmas
- Sévérac-l'Église
- Vimenet